# Acanthodelta sinistra
Acanthodelta sinistra är en fjärilsart som beskrevs av Paul Mabille 1880. Acanthodelta sinistra ingår i släktet Acanthodelta och familjen nattflyn. Inga underarter finns listade i Catalogue of Life.